# 풀스 가든
풀스 가든(Fools Garden, (2003년까지 Fool's Garden))은 1991년 포르츠하임에서 결성된 독일 밴드이다. 이 그룹의 설립자들과 유일한 영구 멤버는 보컬리스트 피터 프로이덴탈러와 기타리스트 폴커 힌켈이다. 1993년 베이시스트 토마스 만골드, 키보디스트 롤란트 뢰울 및 드러머 랄프 위켈이 첫 번째 스튜디오 음반 《Once in a Blue Moon》의 녹음을 위해 풀스 가든에 초대되었다.
이 밴드는 1995년 그들의 세 번째 스튜디오 음반인 《Dish of the Day》와 특히 〈Lemon Tree〉의 발매로 인해 전 세계적으로 유명해졌다. 하지만, 풀스 가든은 그들의 유일한 히트곡의 성공을 결코 반복할 수 없었다. 1997년, 2000년, 2003년 〈Dish of the Day〉의 상업적 성공을 재현하는 데 실패를 거듭하면서 밴드 구성원들 사이에 긴장과 의견 불일치가 생겼고, 음반사 임원들의 눈에 비친 그 명성에 극적으로 신빙성이 떨어졌다. 그 결과, 만골드, 뢰울, 위켈는 2003년에 풀스 가든을 떠났지만, 1년 후 새로운 음악가들이 밴드에 합류했다. 그 변화를 의미하기 위해, 그들의 다음 음반인 《Ready for the Real Life》에서 밴드의 이름에서 아포스트로피를 제거하기로 결정했다. 풀스 가든과 함께 작업할 준비가 된 레이블의 부재로 인한 문제들로 인해, 밴드 구성원들은 2004년에 그들만의 회사인 레몬네이드 뮤직을 설립했다.
풀스 가든의 음악 스타일은 팝 록, 소프트 록, 브릿팝 및 기타 장르로 특징 지어진다. 비평가들은 비틀즈, 스팅 및 더 후와 같은 아티스트의 영향에 주목했다. 그 그룹은 원 히트 원더로 분류될 수 있다.

## 음반 목록

### 스튜디오 음반
- Fool's Garden (1991년)
- Once in a Blue Moon (1993년)
- Dish of the Day (1995년)
- Go and Ask Peggy for the Principal Thing (1997년)
- For Sale (2000년)
- 25 Miles to Kissimmee (2003년)
- Ready for the Real Life (2005년)
- Who Is Jo King? (2012년)
- Flashback (2015년)
- Rise and Fall (2018년)
- Captain... Coast Is Clear (2021년)